# Stenancistrocerus transcaspicus
Stenancistrocerus transcaspicus är en stekelart som först beskrevs av Kostylev 1935.  Stenancistrocerus transcaspicus ingår i släktet Stenancistrocerus och familjen Eumenidae. Inga underarter finns listade i Catalogue of Life.